# 上海佛教

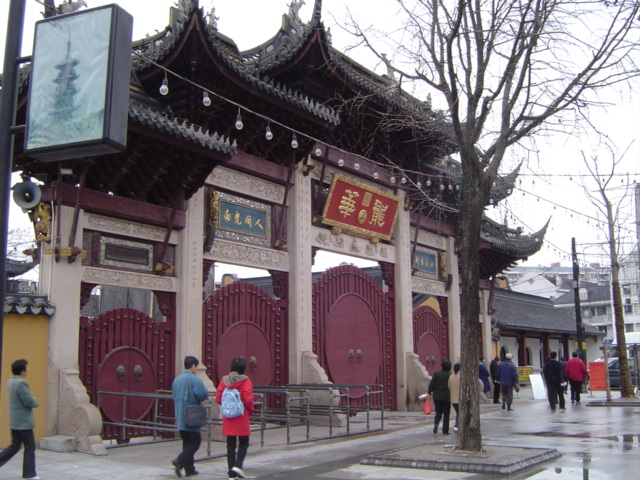
沪上名刹龙华寺

上海地区佛教昌盛。最早可追溯至三国时期的孙吴。孙吴赤乌年间，佛教传入上海。上海出现第一座寺庙，沪渎重玄寺，宋大中祥符元年改名静安寺，南宋嘉定九年迁今址。为沪上佛教之始。南朝梁和五代吴越国时期，江南盛行佛教，上海亦受到其深远影响。此后，佛教在申城随时局时而兴盛时而低谷，到1949年，全市有僧人1771人、比丘尼1528人，寺庙凡1950处。1949年以后，上海佛教经历了一系列的政治变化。至1966年，全市仅余寺339座，僧人347人，比丘尼597人。文化革命开始后，除玉佛寺作为文物保护单位封存，留僧人13名以外，其余寺庙和上海市佛教协会均停止宗教活动，直至1979年8月。1979年以后，上海佛教重新得到恢复，此后发展壮大，亦举办过多次大型佛教活动。2010年上海世界博览会期间，尼泊尔馆迎得佛祖舍利抵沪，受到上海和中国佛教僧侣和信徒的顶礼。
目前，上海地区最为主要的寺庙，共有五座，因为规模及其重要性被列为汉族地区佛教全国重点寺院，包括龙华寺、玉佛寺、静安寺、沉香阁和圆明讲堂，它们都具有相当久的历史与相当的规模，香火鼎盛，虽然地处闹市，却仍然拥有若干殿宇和庭院，其中龙华寺和静安寺的历史都创建于三国时期。此外上海市区及郊区还有例如下海庙 等中小型寺庙，香火也较为鼎盛，是沪上信众礼佛的去处。